# Oecetis ceylanica
Oecetis ceylanica är en nattsländeart som först beskrevs av Georg Ulmer 1915.  Oecetis ceylanica ingår i släktet Oecetis och familjen långhornssländor. Inga underarter finns listade i Catalogue of Life.